# Malasan Kulon
Malasan Kulon is een bestuurslaag in het regentschap Probolinggo van de provincie Oost-Java, Indonesië. Malasan Kulon telt 2762 inwoners (volkstelling 2010).